# 원예식물학
원예식물학(horticultural botany)은 원예 식물학자 또는 식물 전문가가 원예 관상용 식물에 중점을 두고 현재 및 잠재적으로 재배되는 식물의 식물학을 연구하는 학문이다.

## 원예식물학자
전문 원예식물학자는 식물원, 대규모 식물 묘목장, 대학 학과, 정부 기관에 고용되어 있다. 활동은 기관의 임무 목표와 우선 순위에 따라 다르다.
직무에는 다음이 포함될 수 있다.
- 재배에 적합한 새로운 식물을 탐색(식물 헌팅)
- 재배 식물의 분류 및 식물 명명법에 관한 문제에 대해 대중과 소통하고 조언
- 다음 주제에 대한 독창적인 연구 수행:
  - 재배 식물과 원예 식물 중 특정 지역의 역사를 설명
  - 새로운 식물 소개를 기록
- 재배 식물의 데이터베이스를 유지
- 건조 표본 및 이미지 컬렉션을 포함한 원예식물 허바륨을 관리
- 국제재배식물명명규약에 기여

## 같이 보기
- 재배품종
- 원예
- 식물분류학